# National Basketball Association 1970/1971
National Basketball Association 1970/1971 var den 25:e säsongen av den amerikanska proffsligan i basket. Säsongen inleddes den 13 oktober 1970 och avslutades den 23 mars 1971 efter 697 seriematcher, vilket gjorde att samtliga 17 lagen spelade 82 matcher var.
Fredagen den 30 april 1971 vann Milwaukee Bucks sin första NBA-titel efter att ha besegrat Baltimore Bullets med 4-0 i matcher i en finalserie i bäst av 7 matcher. Och för första gången sedan säsongen 1955/1956 spelade de varannan hemmamatch i NBA-finalen.
Ligan utökades med tre nya lag, Buffalo Braves, Cleveland Cavaliers och Portland Trail Blazers.
San Diego Rockets och San Francisco Warriors, båda från Kalifornien, spelade sina sista säsonger i ligan. San Diego flyttade sen till Houston, Texas och blev Houston Rockets. San Francisco Warriors bytte egentligen bara namn till Golden State Warriors och flyttade över San Francisco-bukten till Oakland.
För först gången delades ligan in i två Conferencer (Eastern och Western) som båda hade två divisioner, Atlantic och Central i den östra samt Midwest och Pacific i den västra.
All Star-matchen spelades den 12 januari 1971 i San Diego Sports Arena i San Diego, Kalifornien. Western Conference vann matchen över Eastern Conference med 108-107.

## Grundserien
Not: V = Vinster, F = Förluster, PCT = Vinstprocent
- Lag i GRÖN färg till en slutspelsserie.
- Lag i RÖD färg har spelat klart för säsongen.

Eastern Conference
| Pos | Lag                | V  | F  | PCT  |
| --- | ------------------ | -- | -- | ---- |
| 1   | New York Knicks    | 52 | 30 | .634 |
| 2   | Philadelphia 76ers | 47 | 35 | .573 |
| 3   | Boston Celtics     | 44 | 38 | .537 |
| 4   | Buffalo Braves     | 22 | 60 | .268 |

| Pos | Lag                 | V  | F  | PCT  |
| --- | ------------------- | -- | -- | ---- |
| 1   | Baltimore Bullets   | 42 | 40 | .512 |
| 2   | Atlanta Hawks       | 36 | 46 | .439 |
| 3   | Cincinnati Royals   | 33 | 49 | .402 |
| 4   | Cleveland Cavaliers | 15 | 67 | .183 |

Western Conference
| Pos | Lag             | V  | F  | PCT  |
| --- | --------------- | -- | -- | ---- |
| 1   | Milwaukee Bucks | 66 | 16 | .805 |
| 2   | Chicago Bulls   | 51 | 31 | .622 |
| 3   | Phoenix Suns    | 48 | 34 | .585 |
| 4   | Detroit Pistons | 45 | 37 | .549 |

| Pos | Lag                    | V  | F  | PCT  |
| --- | ---------------------- | -- | -- | ---- |
| 1   | Los Angeles Lakers     | 48 | 34 | .585 |
| 2   | San Francisco Warriors | 41 | 41 | .500 |
| 3   | San Diego Rockets      | 40 | 42 | .488 |
| 4   | Seattle SuperSonics    | 38 | 44 | .463 |
| 5   | Portland Trail Blazers | 29 | 53 | .354 |

## Slutspelet
De två bästa lagen i de fyra olika division gick till slutspelet. I kvartsfinalserierna (konferenssemifinal) mötte divisionsvinnaren i Atlantic tvåan i Central och vinnaren i Central mötte tvåan i Atlantic. Vinnaren i Pacific mötte tvåan i Midwest och vinnaren i Midwest mötte tvåan i Pacific. De vinnande kvartsfinallagen mötte det andra vinnande laget från sin konferens i semifinalserier (konferensfinal). Alla slutspelsserier avgjordes i bäst av 7 matcher.
|  | Konferenssemifinaler | Konferenssemifinaler | Konferenssemifinaler |             |    | Konferensfinaler | Konferensfinaler | Konferensfinaler |  |  | NBA-final | NBA-final | NBA-final |
|  |                      |                      |                      |             |    |                  |                  |                  |  |  |           |           |           |
|  | M1                   | Milwaukee            | 4                    |             |    |                  |                  |                  |  |  |           |           |           |
|  | P2                   | San Francisco        | 1                    |             |    |                  |                  |                  |  |  |           |           |           |
|  | P2                   | San Francisco        | 1                    |             | M1 | Milwaukee        | 4                |                  |  |  |           |           |           |
|  | Western Conference   |                      |                      |             | M1 | Milwaukee        | 4                |                  |  |  |           |           |           |
|  |                      |                      | P1                   | L.A. Lakers | 1  |                  |                  |                  |  |  |           |           |           |
|  | M2                   | Chicago              | P1                   | L.A. Lakers | 1  | 3                |                  |                  |  |  |           |           |           |
|  | M2                   | Chicago              |                      |             |    | 3                |                  |                  |  |  |           |           |           |
|  | P1                   | L.A. Lakers          | 4                    |             |    |                  |                  |                  |  |  |           |           |           |
|  |                      |                      |                      |             |    |                  |                  |                  |  |  | M1        | Milwaukee | 4         |
|  |                      |                      | C1                   | Baltimore   | 0  |                  |                  |                  |  |  |           |           |           |
|  | A1                   | New York             | 4                    |             |    |                  |                  |                  |  |  |           |           |           |
|  | C2                   | Atlanta              | 1                    |             |    |                  |                  |                  |  |  |           |           |           |
|  | C2                   | Atlanta              | 1                    |             | A1 | New York         | 3                |                  |  |  |           |           |           |
|  | Eastern Conference   |                      |                      |             | A1 | New York         | 3                |                  |  |  |           |           |           |
|  |                      |                      | C1                   | Baltimore   | 4  |                  |                  |                  |  |  |           |           |           |
|  | A2                   | Philadelphia         | C1                   | Baltimore   | 4  | 3                |                  |                  |  |  |           |           |           |
|  | A2                   | Philadelphia         |                      |             |    | 3                |                  |                  |  |  |           |           |           |
|  | C1                   | Baltimore            | 4                    |             |    |                  |                  |                  |  |  |           |           |           |

### NBA-final
Milwaukee Bucks mot Baltimore Bullets
| Match   | Datum    | Hemmalag  | Bortalag  | Resultat  |
| ------- | -------- | --------- | --------- | --------- |
| Match 1 | 21 april | Milwaukee | Baltimore | 98 - 88   |
| Match 2 | 25 april | Baltimore | Milwaukee | 83 - 102  |
| Match 3 | 28 april | Milwaukee | Baltimore | 107 - 99  |
| Match 4 | 30 april | Baltimore | Milwaukee | 106 - 118 |

Milwaukee Bucks vann finalserien med 4-0 i matcher